# デス (マーベル・コミック)
デス（Death）は、マーベル・コミックの漫画作品に登場するキャラクター。 マイク・フリードリヒとジム・スターリンによって創られ、『キャプテン・マーヴェル』#27(1973年7月)で初登場した。

## 出版史
デスは、マーベル・ユニバースにおける命の終わりを具現化・実体化させた存在であり、エタニティ（宇宙の全生命の総体を具現化したもの）と対になっている。「兄弟」であるオブリビオンは存在の終わりを表している。 リビング・トリビューナルはデスを「復讐」にたとえた。
デスはマーベルユニバースの至る所に遍在している。『War is Hell』に登場して、軍人ジョン・コワルスキーにポーランド侵攻を防ぐために何もしないことについての罰として、やむを得ず多くの命と死を被らせ、コワルスキーをデスの一側面としたり、『ゴーストライダー』では、ジョニー・ブレイズをテストするために「Death Ryder」のふりをした。
タイタン人サノス(Thanos)は彼女に心を奪われ、『キャプテン・マーヴェル』のストーリー中では、宇宙の全生命を殺すことによってデスへの愛を表現しようと考え、宇宙征服の計画を披露する。
コズミック・キューブを手に入れたサノスは宇宙を支配することに成功するが、キャプテン・マーヴェル、ドラックス、アベンジャーズが力をあわせて彼を打ち破ると、デスはサノスを見捨てた。
しかし、デスへの愛情を捨てられないサノスはその後「インフィニティ・ガントレット事件」を引き起こすことになる。
デッドプールとは、恋仲にある。

## パワーと能力
デスは宇宙的概念として、実質的にどんな影響でも成し遂げる力を備えている。デスは抽象的な存在であり、実態がなく、通常は自分より小さい存在によって知覚されることができるように女性の姿をして現れる。デスはRealm of Deathとして知られているポケットディメンションに存在する。

## MCU版
マーベル・シネマティック・ユニバース(MCU)では、オーブリー・プラザがリオ・ヴィダル/レディ・デスを演じる。日本語吹き替えは魏涼子が担当。

キャラクター像
『死』の概念そのものであり『最古の緑の魔女』
緑の魔法は命の循環を司り死と生を操る。普段は人間の女性として姿を現し、リオ・ヴィダルと名乗っている。『死』そのものであるため攻撃はできるが決して殺せず、彼女との戦いは無意味に近い。魔女のアガサ・ハークネスとは元恋人関係であり宿敵である。
コスチューム
「連邦捜査官」
アガサの幻覚の中で彼女は連邦捜査官として現れたため、それに伴い警官の制服と拳銃を脇に二丁下げていた。
「戦闘服」
ワンダ・マキシモフ/スカーレット・ウィッチの魔法から抜け出したアガサの家に出向く際は、全身黒のフード付きの戦闘服で現れ腰にはナイフ(作品を通しての彼女のメイン武器)を下げている。
「緑の魔女」
アガサが集めたメンバー不足の魔女団の補欠として召喚された際の服装は、レース素材のインナーに緑色のジャケット(植物の装飾が散りばめられている)を羽織っておりズボンは足のラインに沿ったレザー素材の物を履いている。例に漏れず腰にはナイフを下げている。
「死神」
リリアの占いにより正体が『死(Death)』であると判明してからは、露出度の高い黒のインナーの上にフード付きの長いローブを羽織り、フードの上から冠(ワンダやビリーと同じ)を付けている。腰にはナイフを下げている。

能力

卓越した身体能力
人並み以上に優れた身体、戦闘能力を発揮できる。
接近戦では主にナイフを使い、的確に急所の頸を狙うなど戦闘術に長けており、箒で空を飛んだりなど魔女としての身体能力も持ち合わせている。
死の誘発
彼女の死神としての能力であり最も恐るべき力。発動条件は不明だが死を誘発することができ、この能力によって死亡した人物は即座に体が分解され土に還る。(アガサに対しては接吻で発動)
テレキネシス
ビリーを数メートル先まで飛ばしたり、アガサの家の家具を外にいるアガサに向けて飛ばしたり等。』(ワンダやアガサとは違い、動かされているものにエネルギーが纏わりつかない。)
パイロキネシス
アガサの息子のニックの前に現れた際、緑色に光る松明を持ち現れた。
エアロキネシス
手をかざしただけで強力な風を起こすことが出来る。アガサの家のドアや窓を破壊したり、アガサ自身を吹き飛ばしたりなど風の強さは申し分ない。
植物操作
あらゆる植物を操作できる。手から花を咲かせたり、蔦で相手を拘束したり等
天候操作
雷を起こしたり、緑色の雲を発生させた。
浮遊・飛行
倒れた状態から手を使わずに起き上がったり、家の屋根から地面までゆっくりと降下した。
エネルギー操作
緑色のエネルギーを投射し攻撃を行う。着弾した部分や人にはかなり強い衝撃波が発生する。
魔術
魔女としての力であり、あらゆる呪文や魔法を唱える。木の棒に箒として飛ぶ力を与えたり、ウィジャ盤で降霊術を行った。